# 太湖花園

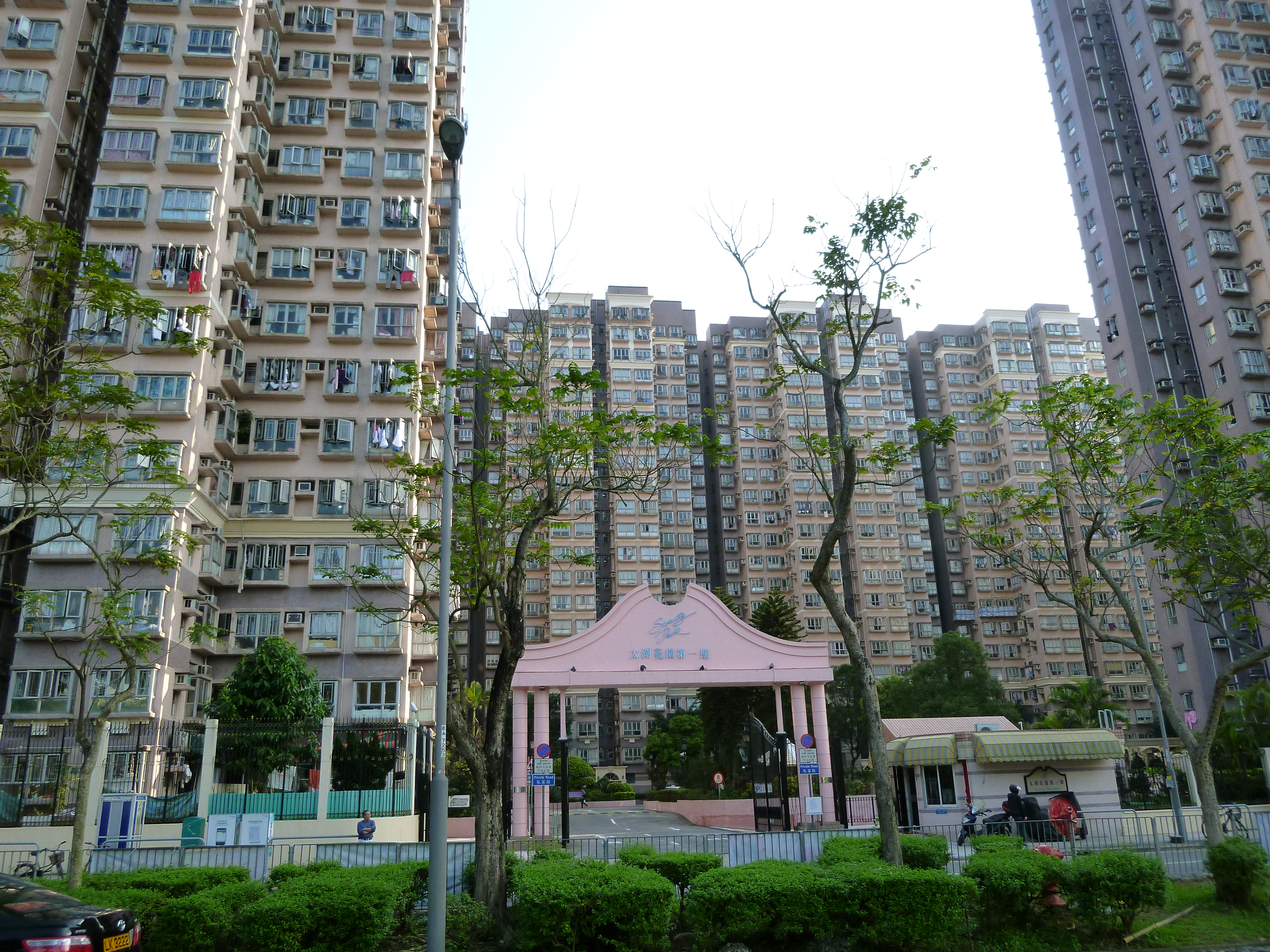
太湖花園內景

太湖花園（英語：Serenity Park）是香港大埔區大埔頭的一個私人屋苑，第一期位於大埔大埔頭路18號，由發展商信和置業及中國海外合作發展，於1992年3月至1994年12月入伙，由15幢住宅大樓組成，合共提供1,985個住宅單位。第2期位於大埔大埔頭徑1號，由3座住宅大樓組成，合共提供491個住宅單位。太湖花園的實用面積由355呎至1,236呎。為大埔區內數一數二的大型屋苑。太湖花園交通便利，鄰近港鐵太和站。小學校網為84。中學校網為大埔區。屋苑前身是大埔頭和大埔舊墟之間的農地。

## 物業資料
屋苑總共有18座，分兩期入伙：
- 第一期有15座，地址大埔頭路18號，由發展商信和置業及中國海外合作發展，於1992年3月12日入伙，會所設施較第二期好，鄰近港鐵站；
- 第二期有3座，地址在大埔頭徑1號，由信和置業獨資發展，於1994年12月28日入伙，每戶皆擁有落地玻璃，建築質素較高，設有會所，而會所只供給第二期（合共三座）的住戶使用。

1層8伙，大廈層數最高分別到25樓。
標準住宅分層建築面積：約478平方呎至580呎，2至3間睡房1至2間浴室規格。
特色單位：880平方呎一、二期頂層為複式單位連私人天台住宅；一期地下有連私人花園住宅單位。

## 設施
太湖花園兩期物業各自設有住客會所，設施包括：健身室、泳池、桑拿房、桌球室、壁球室、音樂室、網球場等、亦設有兒童遊樂場、公園、停車場等。

## 鄰近
- 大埔運動場
- 大埔體育館
- 大埔游泳池
- 大埔壁球及網球中心
- 大埔頭遊樂場
- 太和商場，有超市
- 一田百貨 大埔中心步行12-15分鐘
- 大埔頭巴士總站
- 大埔消防局及救護站

## 外部參考
- 中原資料: 太湖花園（页面存档备份，存于）
- 中原數據 - 樓盤360 - 太湖花園
- 信和集團: 太湖花園[永久]